# Чемпионат Китая по русским шашкам среди женщин 2013
Чемпионат Китая по русским шашкам среди женщин 2013 прошёл   в Тайюане провинция Шаньси. Турнир проводился по русской версии шашек-64 с жеребьёвкой начальных позиций. Приняли участие 14 спортсменок.

## Призёры
| Место | Участник     | Очки |
| ----- | ------------ | ---- |
| 1     | Пэй Лю       | 12   |
| 2     | Чжао Ханьцин | 11   |
| 3     | Ли Ан        | 11   |